# Гончаренко Віктор Михайлович
Ві́ктор Миха́йлович Гончаре́нко (біл. Віктар Міхайлавіч Ганчарэнка, рос. Виктор Михайлович Гончаренко, нар. 10 червня 1977, Хойники, Гомельська область, Білоруська РСР) — білоруський футбольний тренер, головний тренер російського футбольного клубу Краснодар.

## Клубна кар'єра
Вихованець ДЮСШ міста Хойники та Республіканського училища олімпійського резерву в Мінську, де його першими тренерами були Олександр Вергейчик і Юрій Пишник.
З 1995 по 1997 виступав в РУОРі, після чого перейшов до БАТЕ, де грав з 1998 по 2002 рік. За період гри в команді двічі ставав чемпіоном Білорусі (1999, 2002) та двічі срібним призером (1998, 2000) і один раз бронзовим призером (2001). Кар'єру гравця завершив через отримання серйозної травми (розрив хрестоподібної зв'язки лівого колінного суглоба) під час тренування.

## Тренерська кар'єра
Після завершення кар'єри гравця вступив до Білоруської державної академії фізичної культури, яку закінчив 2004 року, здобувши спеціальність «тренер з футболу».

### БАТЕ
З 2004 по 2006 рік працював тренором дубля БАТЕ. У 2007 році став старшим тренером головної команди БАТЕ, а 13 листопада 2007 року став головним тренером. Має ліцензію УЄФА категорії «B» та категорії «A». У 2008 році вивів БАТЕ в груповий раунд Ліги чемпіонів і став наймолодшим головним тренером в історії цього турніру. Також під керівництвом Віктора Гончаренка БАТЕ став першим клубом в історії Білорусі, що грав в основному раунді Ліги чемпіонів. Цей успіх також був закріплений перемогою в чемпіонаті Білорусі. За підсумками року став переможцем національного конкурсу «Тріумф» в номінації «Тренер року». Також зайняв 17 місце в рейтингу найкращих клубних тренерів 2008 року за версією IFFHS.

### «Кубань»
12 жовтня 2013 року залишив борисовський клуб і того ж дня уклав контракт на 4,5 роки з російським футбольним клубом «Кубань» з заробітною платою близько мільйона євро в рік. 20 жовтня Гончаренко дебютував як тренер «Кубані», поступившись з рахунком 1:3 московському «Динамо».
Старт нового сезону для «Кубані» видався вельми вдалим — команда видала дев'ятиматчеву серію без поразок, поступившись лише в матчі 10-го туру чинному чемпіону ЦСКА. 13 листопада 2014 року керівництвом «Кубані» було прийнято рішення відправити у відставку Гончаренка «через відсутність жорсткості в спілкуванні з футболістами». На той момент «Кубань» після 13 турів займала 5-те місце в чемпіонаті Росії з 24 очками, відстаючи від другого місця лише на 1 очко. Новим тренером «Кубані» став Леонід Кучук, з яким команда здобула одну перемогу в 15 матчах чемпіонату Росії, але дійшла до фіналу Кубка Росії, де в додатковий час поступилася «Локомотиву».

### «Урал»
14 червня 2015 року Віктор Гончаренко призначений на пост головного тренера «Уралу». 38-річний фахівець підписав контракт, розрахований на три роки. 25 серпня 2015 року з'явилися повідомлення про те, що Гончаренко залишив «Урал» за власним бажанням. Інформація з'явилася перед домашнім матчем 7-го туру чемпіонату Росії проти «Терека». У 6 матчах під керівництвом Гончаренка в чемпіонаті Росії 2015/16 «Урал» здобув 1 перемогу, 2 рази зіграв внічию і зазнав 3 поразки, займаючи 10-те місце. Наступного дня клуб спростував відставку Гончаренка. 1 вересня ФК «Урал» виступив із заявою про припинення співробітництва за обопільною згодою через розбіжності в поглядах на подальші шляхи розвитку клубу.

### ЦСКА
13 вересня 2015 року Гончаренко увійшов до тренерського штабу ЦСКА, який очолював Леонід Слуцький, де зайняв посаду старшого тренера. До цього йому пропонували посаду віце-президента БАТЕ. 21 травня 2016 року тренерський штаб ЦСКА, після перемоги над «Рубіном» з рахунком 1:0 приніс команді чемпіонський титул, а незабаром після цього Гончаренко залишив команду, бажаючи продовжити самостійну роботу.

### «Уфа»
6 червня 2016 року призначений на пост головного тренера клубу «Уфа». Трудова угода була розрахована на два роки з можливістю продовження контракту ще на один сезон.
14 жовтня 2016 року став першим головним тренером в історії російської Прем'єр-ліги, що прокоментував події на полі під час матчу своєї команди — під час прямої трансляції матчу ЦСКА — «Уфа». Під керівництвом Гончаренко «Уфа» демонстрував впевнену гру і до зимової перерви змогла закріпитися в середині турнірної таблиці, а також дійти до чвертьфіналу Кубка Росії. У грудні 2016 року Гончаренко залишив клуб.

### Повернення в ЦСКА
12 грудня 2016 року Гончаренко повернувся в ЦСКА, змінивши Леоніда Слуцького на посаді головного тренера. Контракт білоруського фахівця розрахований на два роки. Перший матч Гончаренка як головного тренера ЦСКА завершився нульовою нічиєю з «Зенітом».

### «Краснодар»
6 квітня 2021 року підписав контракт до кінця сезону 2022/23 з клубом «Краснодар».

## Досягнення

### Футболіст
- Чемпіон Білорусі (2): 1999, 2002
- Срібний призер чемпіонату Білорусі (2): 1998, 2000
- Бронзовий призер чемпіонату Білорусі (1): 2001

### Тренер
- Чемпіон Білорусі (6): 2008, 2009, 2010, 2011, 2012, 2013
- Володар Кубка Білорусі: 2009-10
- Володар Суперкубка Білорусі (3): 2010, 2011, 2013
- Найкращий тренер Білорусі (3): 2008, 2009, 2010[19]
- Володар Суперкубка Росії (1): 2018